# For Another Woman
For Another Woman è un film muto del 1924 diretto da David Kirkland. La sceneggiatura - firmata da Frank Mitchell Dazey e da Agnes Christine Johnston - si basa su Just Mary, storia di Pearl Doles Bell.

## Trama
Stephen Winthrop, unico erede di una grande tenuta in Canada lasciatagli dallo zio Richard, rinuncia per il momento ad assumere le redini della proprietà, preferendo restare a New York dove vuole continuare come se niente fosse la sua vita disordinata di scapolo impenitente. Un giorno, a New York arriva Mary Cartier, la figlioccia del prete del villaggio canadese: la ragazza vuole perorare la causa dei cacciatori che non possono più cacciare sul territorio dei Winthrop dopo che Frank Garson, l'avvocato della famiglia, ha deciso di vietare ogni attività venatoria anche a scapito degli abitanti che si vedono privati del loro principale mezzo di sostentamento. Partito finalmente per il Canada in compagnia di Mary, Stephen decide di stabilirsi nei suoi possedimenti. Tolto di divieto di Parson, si dedica al suo nuovo lavoro e alla cura della proprietà. La gente del posto mormora di un suo coinvolgimento sentimentale per Mary. La ragazza, sempre attenta ai bisogni degli altri, riparte per New York, dove vuole andare per aiutare la moglie che Parson, l'avvocato, ha abbandonato, incinta e malata. La donna, però, non sopravvive e Mary si trova tra le braccia il suo bambino, un neonato ormai orfano di madre. Quando Mary torna in Canada, la gente del villaggio, convinta che il piccolo sia suo e che lei non sia altro che una donna perduta, sta per cacciarla via ma lei riesce a spiegare che, in realtà, il bambino è il figlio di Parson. Smascherato, l'avvocato si rivela un vero mascalzone, mentre Mary e Stephen si dichiarano il loro amore reciproco.

## Produzione
Il film fu prodotto dalla Rayart Pictures Corporation.

## Distribuzione
Il copyright del film, richiesto dalla Rayart Pictures, fu registrato il 1 dicembre 1924 con il numero LP20923. Distribuito dalla Rayart Pictures Corporation, il film uscì nelle sale statunitensi il 1º novembre 1924.
Copia della pellicola si trova conservata negli archivi di Londra del BFI.